# Co-operative Bulk Handling Group
Co-operative Bulk Handling Group (doorgaans CBH of CBH Group genoemd) is een coöperatie van graanproducenten die graan ophaalt, verwerkt en vermarkt. Het betreft voornamelijk granen geteeld in de regio Wheatbelt in West-Australië.

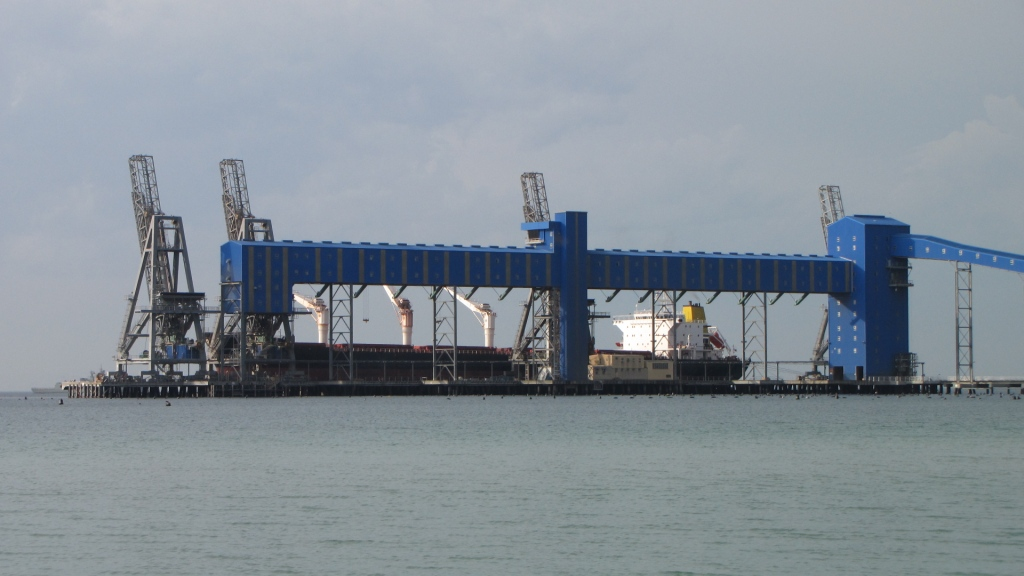
CBH terminal in Kwinana in 2009

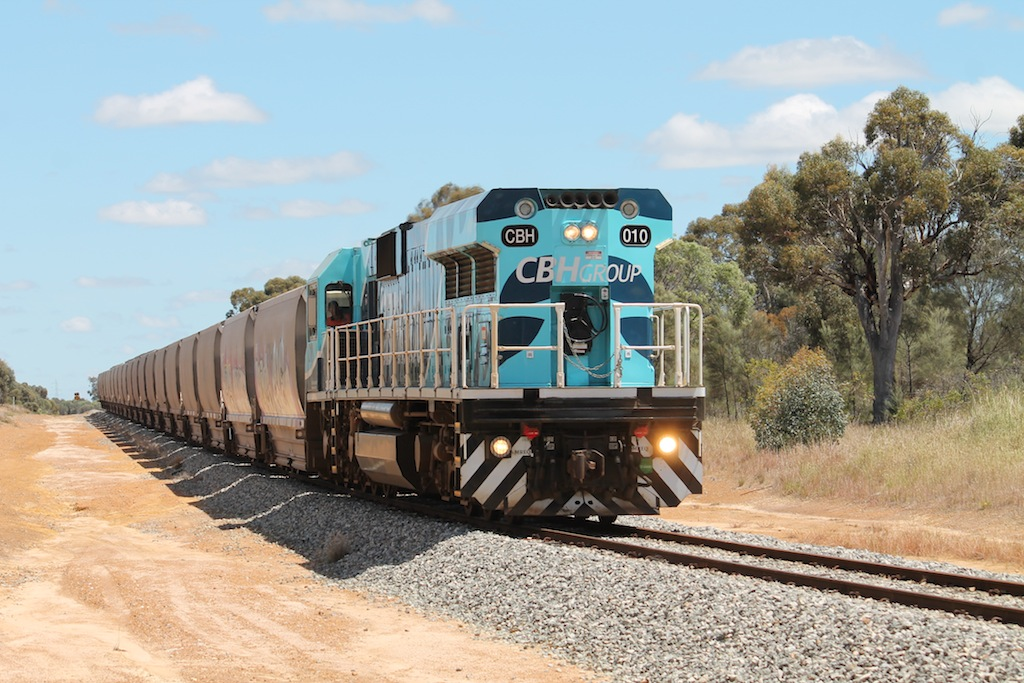
Loc type CBH in Yilliminning in 2013

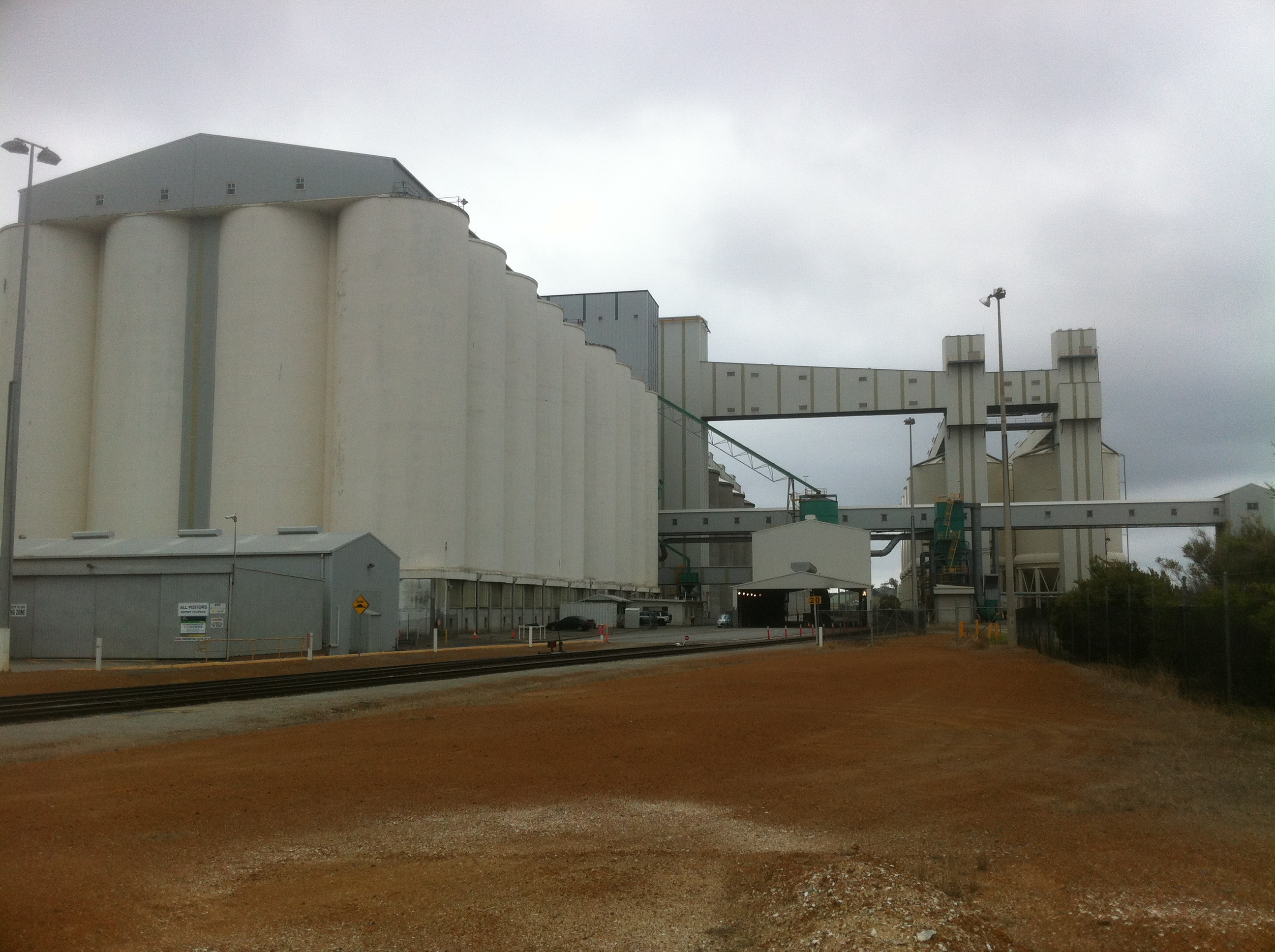
Silo's in de haven van Albany in 2016

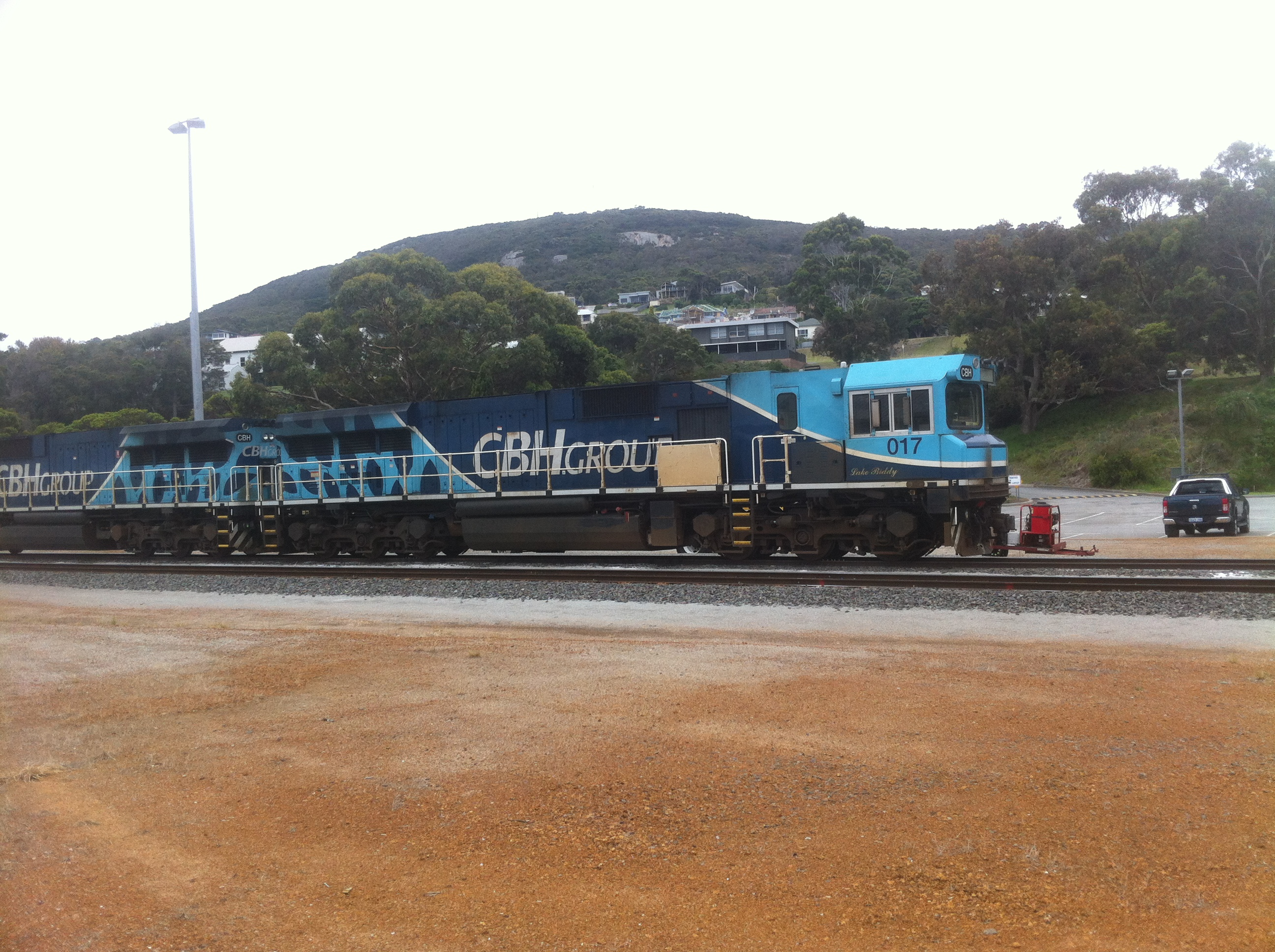
CBH trein in Albany in 2016

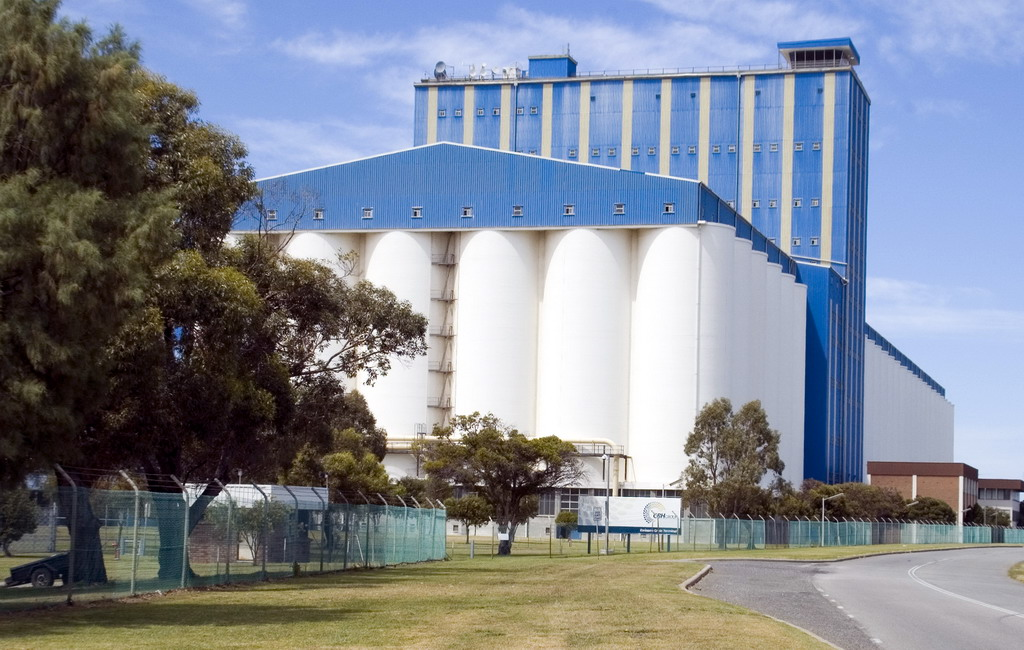
Silo's in Kwinana in 2016

## Geschiedenis
CBH werd op 5 april 1933 opgericht. Twintig jaar lang waren alle voorstellen voor het in bulk verhandelen van graan in West-Australië mislukt. Ten tijde van de oprichting was een koninklijke commissie over de materie aan de gang.
De gevolmachtigden van Wheat Board of Western Australia (een overheidsinstantie) en van Wesfarmers (een coöperatie van boeren) registreerden het bedrijf gezamenlijk. Het startkapitaal bedroeg 100.000 $ en werd verdeeld over evenzoveel aandelen. De coöperatie ging uit van het principe één man - één stem, ongeacht de hoeveelheid geproduceerd graan.
Nadat West-Australiës deelstaatparlement in november 2002 wetgeving goedkeurde die een fusie tussen CBH en Grain Pool of WA mogelijk maakte, fusioneerde beide.
In 2004 kocht CBH zich voor 50% in het bedrijf Interflour in. Interflour beheert zeven bloemmolens in Indonesië, Turkije, Vietnam en Maleisië. In 2015 kocht CBH het bedrijf Blue Lake Milling op, een producent van hoogwaardige haverproducten die actief is in Zuid-Australië en Victoria.
In 2016 onthulde de Australische belastingdienst dat CBH in 2013/14 geen belastingen had betaald op haar omzet van 3,4 miljard $. Van alle bedrijven die geen belasting betaalden was CBH het bedrijf met de hoogste omzet.

## Transport
Tijdens de beginjaren van de coöperatie gebeurde het transport van graan veelal over de spoorinfrastructuur van de Western Australian Government Railways. Er werden speciaal spooraansluitingen aangelegd om de graanproducerende regio's te ontsluiten. Later werden veel aansluitingen en lijnen niet meer onderhouden en meer en meer transport gebeurde over de weg.
In 2009 besloot CBH om haar graantransport over het spoor uit te besteden met het doel het percentage over het spoor vervoerd graan te zien stijgen van 50% naar 70%. CBH besloot tot een zakenmodel waarbij het bedrijf zelf investeert in het rollend materieel maar de dagelijkse operaties uitbesteedt. Het contract werd in 2010 voor tien jaar uitbesteed aan Watco Australia. CBH kocht 22 locomotieven (type CBH) aan bij MotivePower in Boise en 574 wagons bij Bradken in Xuzhou.
Volgens het contract is Watco verantwoordelijk voor een allesomvattend vervoersplan inclusief planning, onderhoud, voorraadbeheer en personeelsbeheer. Watco gebruikt en onderhoudt het rollend materieel dat eigendom van CBH blijft. De dienstverlening bestaat uit het linken van een netwerk van CBH ophaalpunten met de haveninfrastructuur van Albany, Geraldton en Kwinana. Dit gebeurt over de open access spoorlijnen van spoorwegbeheerder Arc Infrastructure.
Het contract ging officieel in op 1 mei 2012 al voerde Watco haar eerste dienst uit op 30 maart 2012. In oktober 2013 bracht CBH aanslepende klachten over de prijs van de rijpaden en de staat van de spoorinfrastructuur van Arc Infrastructure (toen nog Brookfield Rail genoemd) voor de Economic Regulation Authority.

## Tonnage
| Seizoen   | Ton          | Opmerking                                     |
| --------- | ------------ | --------------------------------------------- |
| 1933      | 42.565       | eerste werkjaar                               |
| 1999/2000 | 12,2 miljoen | 11 graansoorten                               |
| 2003/2004 | 14,7 miljoen |                                               |
| 2013/2014 | 15,8 miljoen | tegen januari                                 |
| 2016/2017 | 16,6 miljoen | bijdrage aan het BNP van meer dan 5 miljard $ |
| 2022/2023 | 22,7 miljoen | [ 4 ]                                         |

## Werking
Het CBH-netwerk had ooit meer dan driehonderd ophaalpunten waarvan de meesten verbonden waren met het spoorwegnetwerk van Western Australian Government Railways. Tegen de 21e eeuw was dat aantal verminderd tot minder dan tweehonderd ophaalpunten. De locaties van de ophaalpunten maken deel uit van een beheersysteem gebruikmakend van zones:
- Albany zone
- Esperance zone
- Geraldton zone
- Kwinana North zone
- Kwinana South zone

Elke zone wordt verder onderverdeeld in area's.